# ألان وينتون
ألان وينتون (بالإنجليزية: Alan Winton)‏ هو قسيس بريطاني، ولد في 4 سبتمبر 1958 في جنوب لندن في المملكة المتحدة.